# Sonate K. 241
Pour la sonate de Mozart, voir Sonate d'église no 9 de Mozart.
La sonate K. 241 (F.189/L.180) en sol majeur est une œuvre pour clavier du compositeur italien Domenico Scarlatti.

## Présentation
La sonate K. 241 en sol majeur, notée Allegro, forme une paire avec la sonate précédente autant dans le manuscrit de Venise que dans celui de Parme. Si sa compagne, l'une des plus longues sonates du corpus, est propulsée par un thème espagnol, celle-ci est une gigue déroulée toute en croches motum perpetuum. Ce rythme de triolets — qui s'annonçait déjà à la fin de chaque section dans la sonate précédente — pourrait également ressembler à une tarentelle, ce qui excite souvent Scarlatti jusqu'à l'exubérance, notamment la section centrale en mineur où il montre une tendresse typique, presque schubertienne dans ses changements de tonalités et de modes.

## Manuscrits
Le manuscrit principal est le numéro 6 du volume IV (Ms. 9775) de Venise (1753), copié pour Maria Barbara ; les autres sont Parme V 24 (Ms. A. G. 31410), Münster II 22 (Sant Hs 3965) et Saragosse, ms. FCR/194.1, fos 79v-81r (no 40).

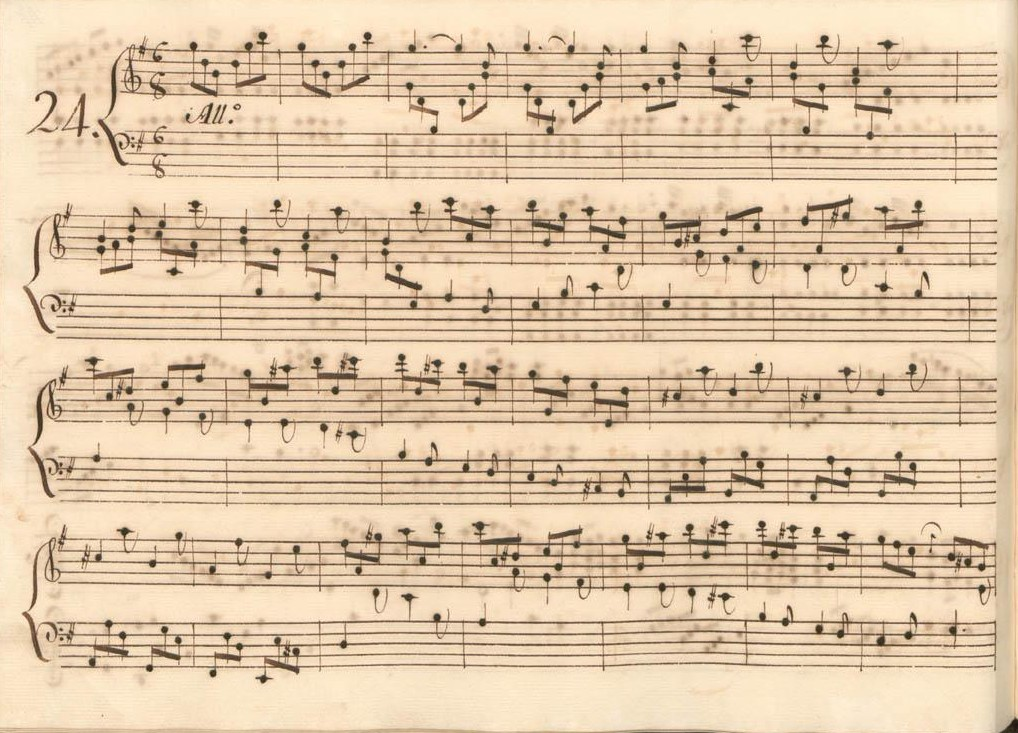
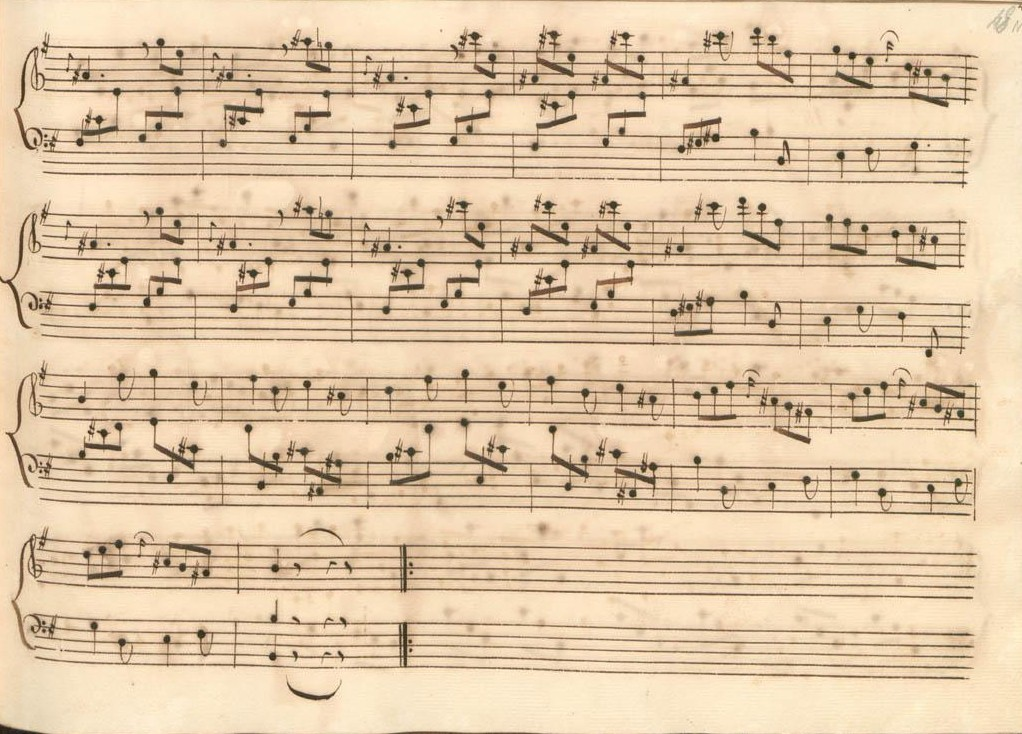
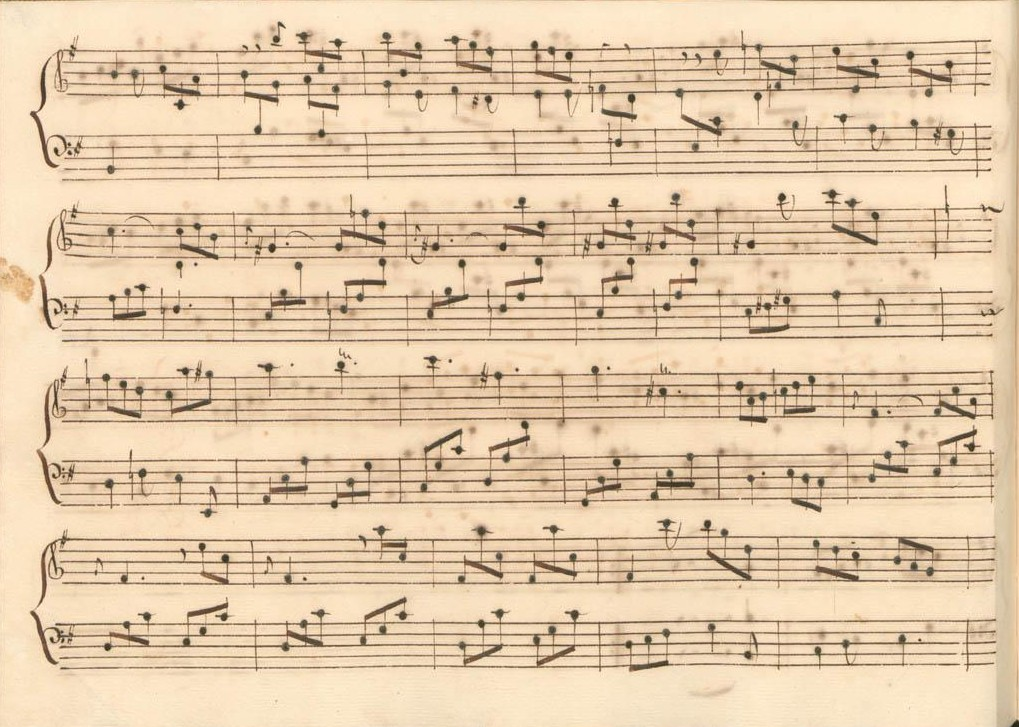
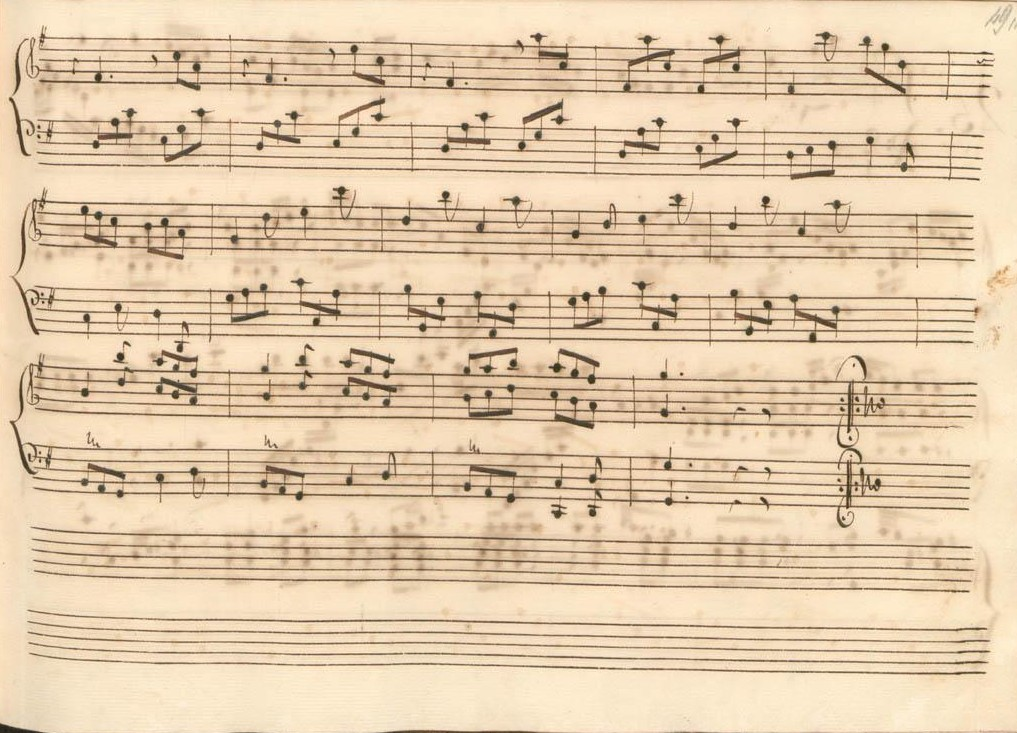

## Interprètes
La sonate K. 241 est défendue au piano notamment par Carlo Grante (2009, Music & Arts, vol. 2) et Gerda Struhal (2010, Naxos) ; au clavecin par Rafael Puyana (1984, Harmonia Mundi), Scott Ross (1985, Erato), Richard Lester (2002, Nimbus, vol. 2), Pieter-Jan Belder (Brilliant Classics, vol. 6) et Francesco Cera (2009, Brilliant Classics).

## Sources
: document utilisé comme source pour la rédaction de cet article.
- Ralph Kirkpatrick (trad. de l'anglais par Dennis Collins), Domenico Scarlatti, Paris, Lattès, coll. « Musique et Musiciens », 1982 (1re éd. 1953 (en)), 493 p. (ISBN 978-2-7096-0118-4, OCLC 954954205, BNF 34689181).
- Alain de Chambure, « Domenico Scarlatti : Intégrale des sonates — Scott Ross », Erato (2564-62092-2), 1985 (OCLC 891183737) .
- (en) Carlo Grante, « Domenico Scarlatti, intégrale des sonates pour clavier (vol. 2) », Music & Arts (CD-1291), 2009 (OCLC 840087257) .
- (es) Celestino Yáñez Navarro (thèse), Nuevas aportaciones para el estudio de las sonatas de Domenico Scarlatti. Los manuscritos del Archivo de Música de las Catedrales de Zaragoza, Universitat Autònoma de Barcelona, 2016 (lire en ligne)